# Anelaphus praeclarus
Anelaphus praeclarus là một loài bọ cánh cứng trong họ Cerambycidae.